# Ilse Heylen
Ilse Heylen (Edegem, 21 marzo 1977) è un'ex judoka belga.

## Palmarès

### Olimpiadi
- 1 medaglia:
  - 1 bronzo (Atene 2004 nei 52 kg)

### Europei
- 6 medaglie:
  - 1 oro (2005)
  - 1 argento (2004)
  - 4 bronzi (2006; 2007; 2009; 2010)